# 産屋敷光孝
産屋敷 光孝（うむやしき みつたか、1975年6月11日 - ）は、三重県桑名市出身のミュージシャン。
1999年、元BEAT CRUSADERSのベーシストとして、ブレイク前のバンド活動を支えた。
2003年8月のBEAT CRUSADERS脱退(クビ)後は、小宮山雄飛率いる BANK$(活動休止中)でベースとボケとヒゲを担当。
元BEAT CRUSADERSのアラキ、タイ、ASPARAGUSの渡辺忍らとともにパーティーバンドとして、ANITA CHILI PEPPERSにも参加している。
また、ホフディランではサポートとしてコーラスをしていたこともあった。
自身の率いるバンドFREAKYFROG(2011年7月活動休止)ではギターとヴォーカルを担当した。
現在は3ピースバンド・big the grapeのベース＆ボーカルを担当。
1人で活動する際は、UMU and the panky JIVE(panky JIVEはサポートメンバー)の名義も使用している。
2020年1月31日に、3人組演歌ユニットブルーチーズ大橋（UMUは作詞作曲・再生ボタンのリック安原）としてCDデビュー。
Podcasting番組『こむぞう』では「む」を担当し、「稲川ウム次」、「中野の舐め太郎」、「ウム犬」などのキャラクターを演じている。また、名物コーナーのひとつである「ウ昔話」のメインMCを担当。
そのほか、ちょっとしたイラストなどを描いて生計をたてている。

## 人物
自分のキャラの魅力を十分に生かしきれない節が見受けられ、『こむぞう』において小宮山雄飛、大橋慶三の
苦笑を誘っている。また自分のメガネを曇らせる事でその時の自らの心のテンぱり具合を周囲に知らせるという機能を有しているため、
『こむぞう』において小宮山雄飛、大橋慶三の爆笑を誘っている。
『こむぞう』開始以前に、小宮山雄飛がパーソナリティーを務めるインターネットラジオ番組『／（ななめ）』に、毎回、豪華ゲストとして参加していた。
ホフディランの小宮山雄飛、ノーナ・リーヴスの西寺郷太とともに、トークユニット『ザ・プロセス』を結成している。
口下手な一方、自らのウェブサイトやブログでは、『（笑）』を多用した面白げな文章を巧みに操り、その文才をいかんなく発揮している。しかし、ウェブサイトの更新は滞っており、その運用に関して悩んでいると『こむぞう』で打ち明けている。
日ごろから、熟女好きを公言。交際していた女性のほとんどが年上である。また、1人の女性と1年以上交際した経験がないことを『こむぞう』内で公表している。
『こむぞう』内にて、Wikipediaのこの項目に関して数度に亘って触れており、上述の「BEAT CRUSADERS脱退(クビ)」や「ちょっとしたイラストなどを描いて生計をたてている。」という記述が気に食わない旨の発言をしている(第２９５１回・木＜ダンディこむぞう＞ 2013/08/01配信、第３２４７回・土＜産屋敷光孝の報告王国！＞2014/05/24配信))。
本人曰く、色は緑を好む。それが高じて「ミドリムシ」というキャラ、「誰がミドリムシやねん」というギャグをも生み出す結果につながった。
しかし緑ではなく水色の服を着ている事も多い。
さまざまな髪型をすることで有名だが、一時期罰ゲームでザ・ロックの髪型にした。しかし、元の性格や感情の抑制によりザ・ロックのキャラとはかけ離れたキャラが生まれてしまった。

## 交友関係
デビュー前にバイトしていたフィギィアショップでは、河口恭吾も働いていた。2008年9月23日放送のココロの旅で河口恭吾が語っている。産屋敷本人も同番組に出演していた。

## 主な作品

### UMU名義
- PANORAMA360（2005年9月14日）

### 参加作品
BANK$
- TOMORROW（2004年2月11日）
- SUNSHINE LP（2004年7月21日）

houseplan!
- rebuilding our punk house（2004年10月6日）
- DAY BY DAY（2005年10月7日）iTunes storeでの配信のみでの販売

2007年4月『NEVER MIND THE BOLLOCKS "Here's the softly!"〜Tribute to Sex Pistols〜』1曲参加
2007年5月『ポチ』/ misono 作曲・編曲で参加。集英社MOREのCMソングに起用された。